# Weezer (The Red Album)
Weezer, znany też jako The Red Album – szósty studyjny album zespołu Weezer. Początkowo album miał inną listę utworów, ale zarówno zespół, jak i wytwórnia uznały, że nie ma na nim materiału na single i dograno „Pork and Beans” oraz „Troublemaker”, a utwory które zostały przez nie zastąpione, jak i te niewykorzystane trafiły na specjalną edycję płyty. Piosenka „Pork and Beans” zdobyła sporą popularność dzięki teledyskowi odnoszącemu się do zabawnych klipów z serwisu YouTube. Jest to pierwszy album zespołu, na którym znajdują się utwory w całości napisane i zaśpiewane przez innych członków zespołu.

## Lista utworów
Wszystkie utwory napisane i zaśpiewane przez Riversa Cuomo, poza oznaczonymi inaczej.
1. „Troublemaker” – 2:44
2. „The Greatest Man That Ever Lived (Variations on a Shaker Hymn)” – 5:52
3. „Pork and Beans” – 3:09
4. „Heart Songs” – 4:06
5. „Everybody Get Dangerous” – 4:03
6. „Dreamin'” – 5:12
7. „Thought I Knew” (Bell) – 3:01 – (wokale Brian Bell)
8. „Cold Dark World” (Cuomo, Shriner) – 3:51 – (wokale Scott Shriner)
9. „Automatic” (Wilson) – 3:07 – (wokale Patrick WIlson)
10. „The Angel and the One” – 6:46

### Utwory dodatkowe
- „Miss Sweeney” (Cuomo, Sarah C. Kim) – 4:02
- „Pig” – 4:02
- „The Spider” – 4:43
- „King” – 5:11 – (wokale Scott Shriner)

### Bonusy na wersji UK
- „The Weight” (The Band) – (wokale Scott Shriner i Rivers Cuomo)
- „Life Is What You Make It” (Talk Talk) – (wokale Patrick Wilson)

### Bonusy na wersji Japońskiej
- „Meri Kuri” (BoA)

### Bonusy iTunes
- „I Can Love”
- „It’s Easy” (Bell) – wokale Brian Bell

## Single z płyty
- „Pork and Beans” (2008)
- „Troublemaker” (2008)